# Monaster Zaśnięcia Matki Bożej w Sarowie
Monaster Zaśnięcia Matki Bożej – męski monaster w Sarowie, działający od 1706 do 1925, reaktywowany w 2006. Pozostaje przez cały czas istnienia w jurysdykcji eparchii niżnonowogrodzkiej Rosyjskiego Kościoła Prawosławnego. Z monasterem tym związany był jeden z najbardziej czczonych rosyjskich świętych prawosławnych, pustelnik i mistyk Serafin z Sarowa.

## Historia
Pierwszym mnichem, który osiedlił się na Górze Sarowskiej, był mnich Teodozjusz z Penzy, który miał wznieść dla siebie pojedynczą celę i przeżyć w niej sześć lat, a następnie wrócić do Penzy. Jeszcze w czasie jego pobytu w dzisiejszym Sarowie dołączył do niego mnich Gerazym, który pozostał na tym miejscu po odejściu Teodozjusza, po czym również opuścił wzgórze, gdyż kilkakrotnie padł ofiarą napadów rabunkowych. W 1683 odnotowana została krótka obecność na górze hieromnicha Sawwacjusza i mnicha Filareta, którzy pochodzili z Monasteru Sanaksarskiego. Stały monaster w Sarowie ostatecznie powołał do życia mnich Izaak (Fiodorow), dotąd żyjący w monasterze Wprowadzenia do Świątyni w Arzamasie. Zamieszkał razem z nim ponownie mnich Filaret.
W 1705 tworząca się wspólnota monastyczna otrzymała od kniazia Kuguszewa udział ziemi między rzekami Satisem i Sarowką. W tym miejscu w roku następnym mnich Izaak zbudował drewnianą cerkiew, której patronką została ikona Matki Bożej „Życiodajne Źródło”. Moment ten traktuje się jako oficjalne powstanie monasteru. Mnich Izaak (po złożeniu ślubów wielkiej schimy hieroschimnich Jan) był przełożonym rozwijającego się monasteru do 1731, kiedy przekazał przewodnictwo w nim swojemu uczniowi, mnichowi Doroteuszowi. Za czasów przewodnictwa mnicha Efrema monaster zaczął prowadzić działalność społeczną.
W latach 1776–1833 mnichem w monasterze był późniejszy święty prawosławny, Serafin z Sarowa. Kult, jaki spontanicznie zaczął się rozwijać natychmiast po jego śmierci (jeszcze przed oficjalną kanonizacją w 1903), przyczynił się do wzrostu popularności monasteru jako ośrodka pielgrzymkowego. W 1897 w miejscu celi świętego powstała cerkiew wzniesiona według projektu A. Kamienskiego. Monaster w Sarowie został zamknięty nakazem władz radzieckich w 1925, zaś dwa lata później – całkowicie zlikwidowany. Zabudowania zamieszkiwane dotąd przez mnichów stały się własnością NKWD, które urządziło w nim kolonię pracy przymusowej dla dzieci, istniejącą do 1931. Wówczas zabudowania w Sarowie przekształcono w podobną jednostkę karną, lecz przeznaczoną dla dorosłych i młodzieży. Ta z kolei działała przez kolejne siedem lat.
Reaktywacja życia monastycznego w Sarowie była możliwa dopiero po upadku ZSRR. W 1990 została tam zorganizowana parafia, zaś w roku następnym do miasta powróciły relikwie św. Serafina, odzyskane ze zlikwidowanego muzeum ateizmu w soborze Kazańskiej Ikony Matki Bożej w Petersburgu. Nowa wspólnota monastyczna, kontynuująca tradycje przedrewolucyjnej, powstała natomiast 17 czerwca 2006 uchwałą Świętego Synodu Rosyjskiego Kościoła Prawosławnego. Monaster jest rozbudowywany i remontowany. W 2016 przystąpiono do odbudowy zniszczonego w okresie radzieckim głównego soboru Zaśnięcia Matki Bożej.